# Cette nuit la liberté
Cette nuit la liberté est un roman historique écrit par Dominique Lapierre et Larry Collins, traitant de la décolonisation des Indes britanniques ainsi que de la Partition.

## Synopsis
Ce roman raconte l'histoire du processus ayant mené à la fin du Raj britannique après 350 ans de présence sur le sous-continent indien, ainsi que le déroulement de la partition et de l'intégration des états princiers.
On y voit des personnages aussi divers que le dernier vice-roi Louis Mountbatten, Jawaharlal Nehru, Muhammad Ali Jinnah, Mohandas Karamchand Gandhi ainsi que les souverains des états princiers. D'autres personnages relativement mineurs tels que hauts fonctionnaires et officiers britanniques et politiciens indiens et pakistanais sont également décrits.

## Rédaction
Pour la rédaction de ce roman, les deux auteurs travaillèrent pendant quatre ans, parcourant 250 000 km, lisant 6000 pages de témoignages originaux, 10000 pages d'archives, pour certaines inédites, 800 heures d'interviews, 400 ouvrages et 1000 photographies, dont 600 inédites.
Ils interviewèrent différent acteurs impliqués dans ces évènements telles que l'ancien vice-roi (à qui il montra la radiographie montrant que Jinnah était tuberculeux au stade final), d'anciens membres de l'Indian Civil Service et de l'Armée des Indes, d'anciens colons britanniques, des politiciens, auteurs et personnages clefs en Inde ainsi qu'au Pakistan, jusqu'aux assassins de Gandhi, qu'ils accompagnèrent jusqu'à New Delhi pour qu'ils donnent des détails pratiques sur leur forfait,.

## Analyse
Bien que la descriptions des princes indiens, des colons britanniques ainsi que des membres du tout premier cabinet indien aient été contestées,, l'historien James Cameron écrivit que les auteurs s'étaient engagés dans des recherches profondes sur le sujet.
La RDM, quant à elle, jugea que le livre était un document digne de foi mais Nehru a été trop esquinté, Mountbatten décrit sous un jour trop favorable et que d'autres acteurs tels que Bose avaient été oubliés, sans parler des royaumes himalayens, mais que le livre pourrait avoir été trop long si on en avait parlé.

## Accueil
En 1975, cet ouvrage se vendit à 265000 exemplaires en France.
En 2017, il inspira le film Le Dernier Vice-Roi des Indes.